# Roberto Baiocchi
 (juillet 2025).
La mise en forme du texte ne suit pas les recommandations de Wikipédia : il faut le « wikifier ».
Les points d'amélioration suivants sont les cas les plus fréquents. Le détail des points à revoir est peut-être précisé sur la page de discussion.
- Les titres sont pré-formatés par le logiciel. Ils ne sont ni en capitales, ni en gras.
- Le texte ne doit pas être écrit en capitales (les noms de famille non plus), ni en gras, ni en italique, ni en « petit »…
- Le gras n'est utilisé que pour surligner le titre de l'article dans l'introduction, une seule fois.
- L'italique est rarement utilisé : mots en langue étrangère, titres d'œuvres, noms de bateaux, etc.
- Les citations ne sont pas en italique mais en corps de texte normal. Elles sont entourées par des guillemets français : « et ».
- Les listes à puces sont à éviter, des paragraphes rédigés étant largement préférés. Les tableaux sont à réserver à la présentation de données structurées (résultats, etc.).
- Les appels de note de bas de page (petits chiffres en exposant, introduits par l'outil «  Source ») sont à placer entre la fin de phrase et le point final[comme ça].
- Les liens internes (vers d'autres articles de Wikipédia) sont à choisir avec parcimonie. Créez des liens vers des articles approfondissant le sujet. Les termes génériques sans rapport avec le sujet sont à éviter, ainsi que les répétitions de liens vers un même terme.
- Les liens externes sont à placer uniquement dans une section « Liens externes », à la fin de l'article. Ces liens sont à choisir avec parcimonie suivant les règles définies. Si un lien sert de source à l'article, son insertion dans le texte est à faire par les notes de bas de page.
- La présentation des références doit suivre les conventions bibliographiques. Il est recommandé d'utiliser les modèles {{Ouvrage}}, {{Chapitre}}, {{Article}}, {{Lien web}} et/ou {{Bibliographie}}. Le mode d'édition visuel peut mettre en forme automatiquement les références.
- Insérer une infobox (cadre d'informations à droite) n'est pas obligatoire pour parachever la mise en page.

Pour une aide détaillée, merci de consulter Aide:Wikification.
Si vous pensez que ces points ont été résolus, vous pouvez retirer ce bandeau et améliorer la mise en forme d'un autre article.
 (août 2021).
Si vous disposez d'ouvrages ou d'articles de référence ou si vous connaissez des sites web de qualité traitant du thème abordé ici, merci de compléter l'article en donnant les références utiles à sa vérifiabilité et en les liant à la section « Notes et références ».
Pour les articles homonymes, voir Baiocchi.

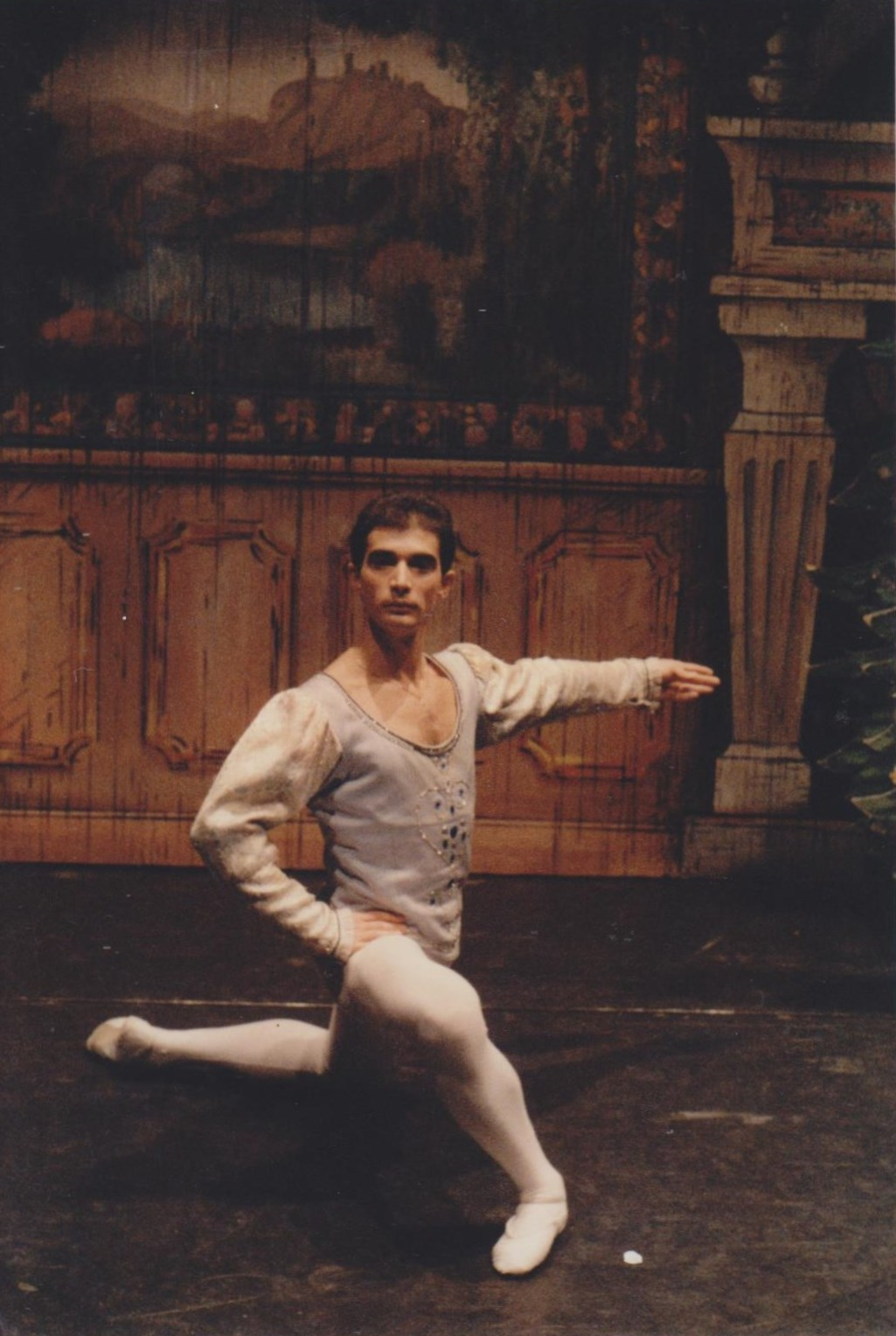
Roberto Baiocchi, au centre international des congrès ICC, Berlin, Deutschland, Casse-Noisette 1988

Roberto Baiocchi (Bonorva, 27 juin 1964) est un danseur, chorégraphe et écrivain italien.

## Biographie
Né en Sardaigne, dans une famille d'origine toscane (Collodi), française et espagnole. En 1970, en raison des engagements professionnels de son père, il s'installe à Inga, à 140 km au sud-ouest de Kinshasa en République démocratique du Congo (à l'époque encore  Zaïre) où il passe son enfance et fréquente les écoles primaires italo-françaises.
Au retour de sa famille en Italie, Roberto Baiocchi fréquente l'école Daria Collin à Florence, dirigée par Antonietta Daviso de Charvensod, la Bottega Teatrale di Firenze fondée et dirigée par Vittorio Gassman et le Maggio Formazione, département du Teatro Comunale di Firenze.

En 1980, Roberto Baiocchi rencontre Rudolf Noureev, les précieux conseils reçus de Noureev ont été décisifs à la poursuite de ses études à l'étranger.

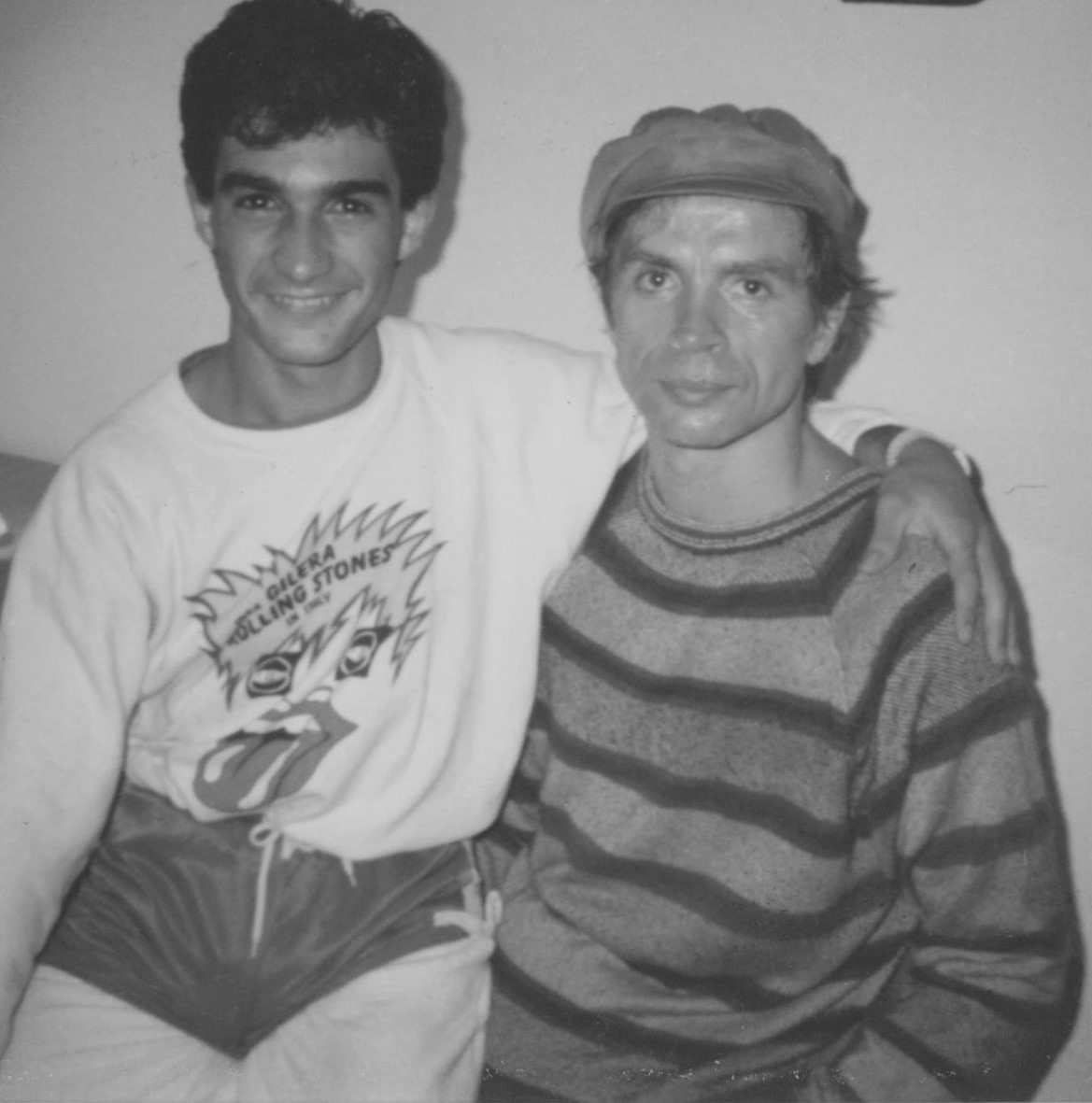
Roberto Baiocchi avec Rudolf Nureev en 1980

Plus tard, il s'installe à Cannes, au Centre de Danse International Rosella Hightower. Il est engagé dans la compagnie Jeune Ballet International.
Après avoir terminé sa période de formation, il part en tournée en Europe avec le Ballet Classique de Paris, au cours duquel la compagnie interprète Casse-Noisette, musique de Piotr Ilitch Tchaikovski.
Au cours de ces années, il fréquente le monde artistique français, et danse dans le Ballet de l'Opéra de Nice.
Sa carrière de danseur soliste se développe sur les scènes de théâtres européens, où il interprète les chefs-d'œuvre du ballet classique. Il a dansé dans la version chorégraphique de Rosella Hightower du ballet Le lac des cygnes, version créée en 1985 pour La Scala de Milan, avec Franco Zeffirelli comme régisseur.

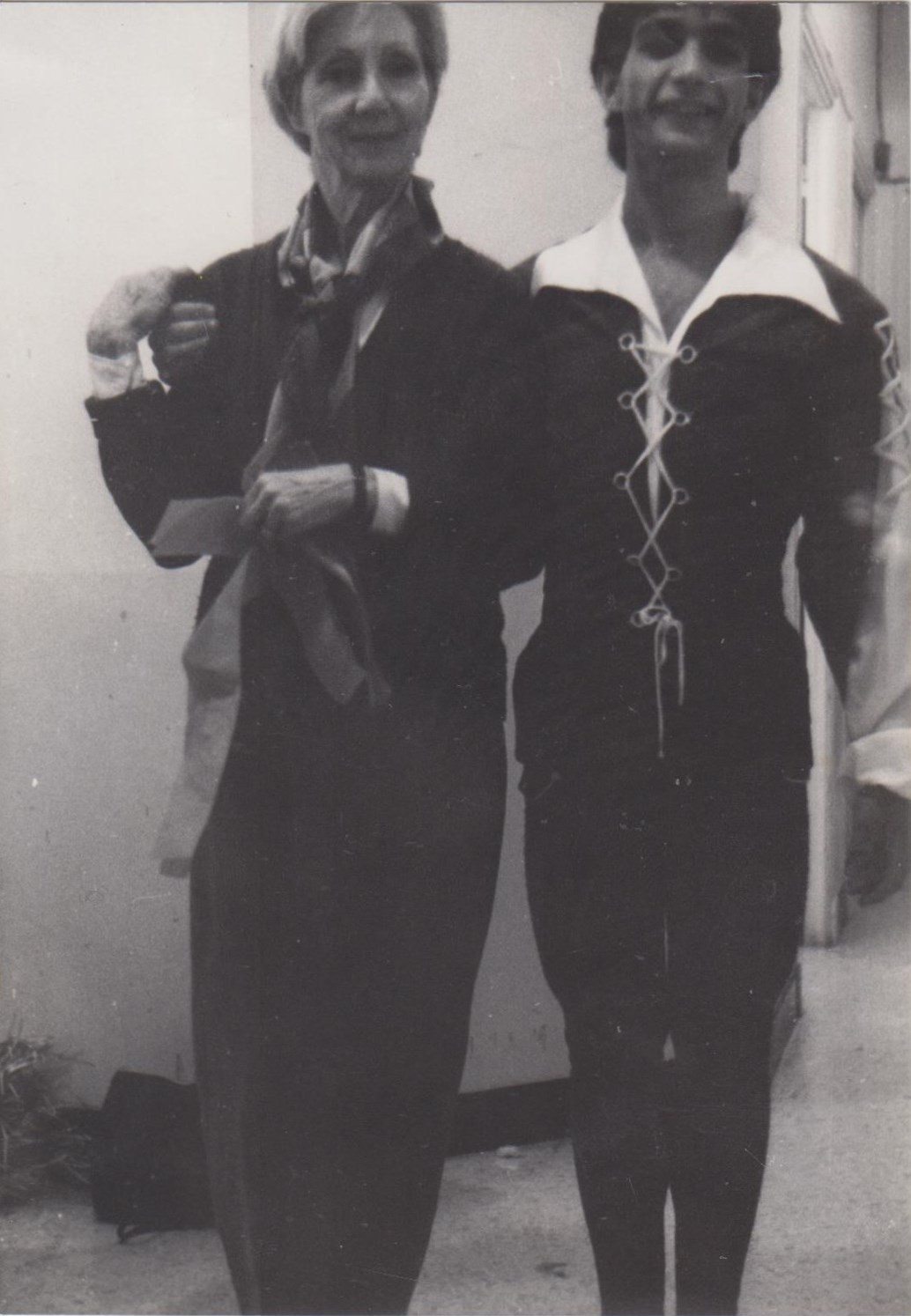
La ballerine Rosella Hightower et le danseur Roberto Baiocchi, Cannes, Palais Croisette, 1985

En 1986, Roberto Baiocchi a dansé avec Valerie Muriglio, danseuse du National theater de Mannheim, Don Quichotte, dans la version créée en 1978 par Mikhail Baryshnikov pour l'American Ballet Theatre, d'après le roman de Miguel de Cervantes.

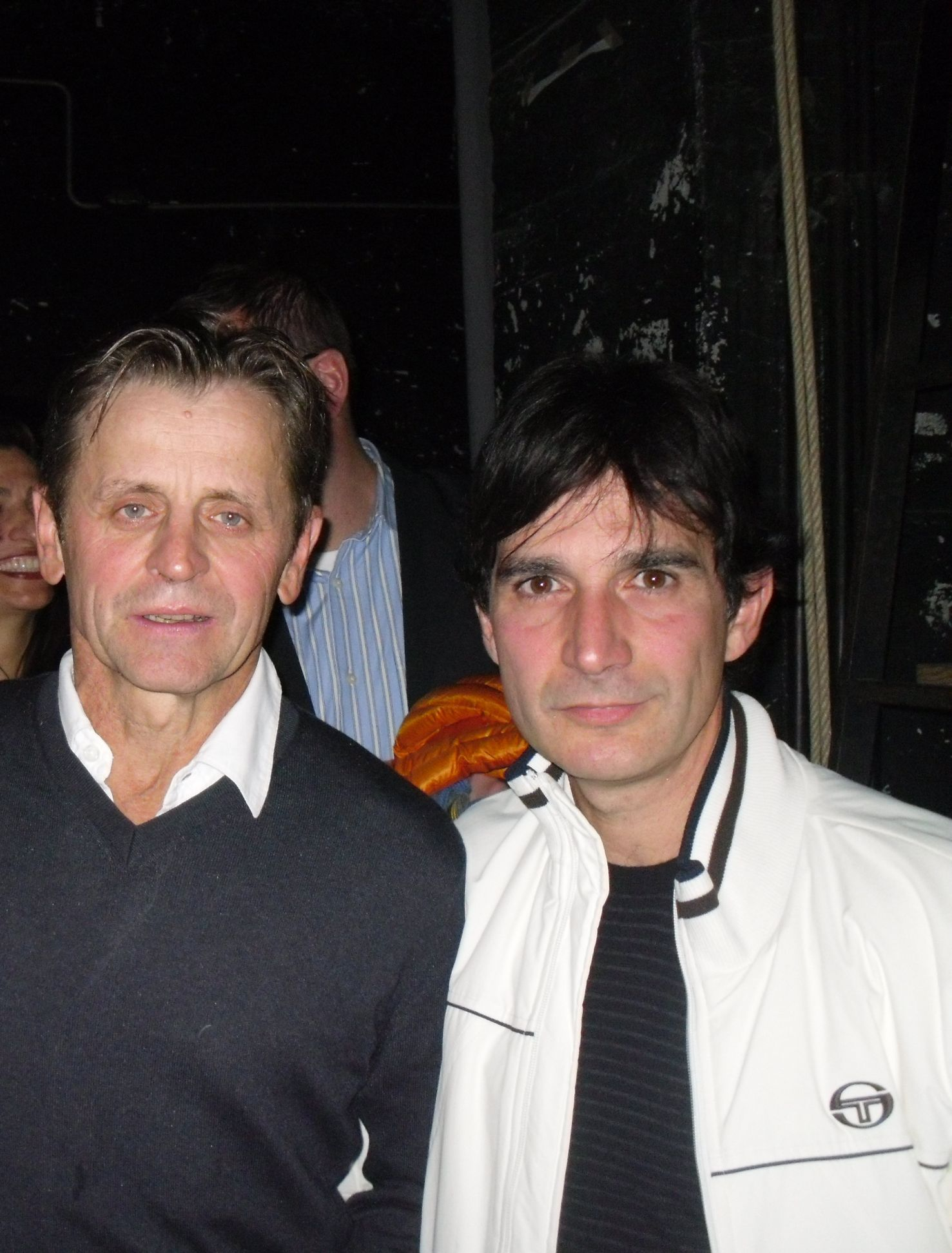
Mikhail Baryshnikov et Roberto Baiocchi, 2009

Il a également dansé au Teatro Verdi (Trieste) dans le spectacle 8½ et Chanson, un hommage à Federico Fellini et Nino Rota. 
.

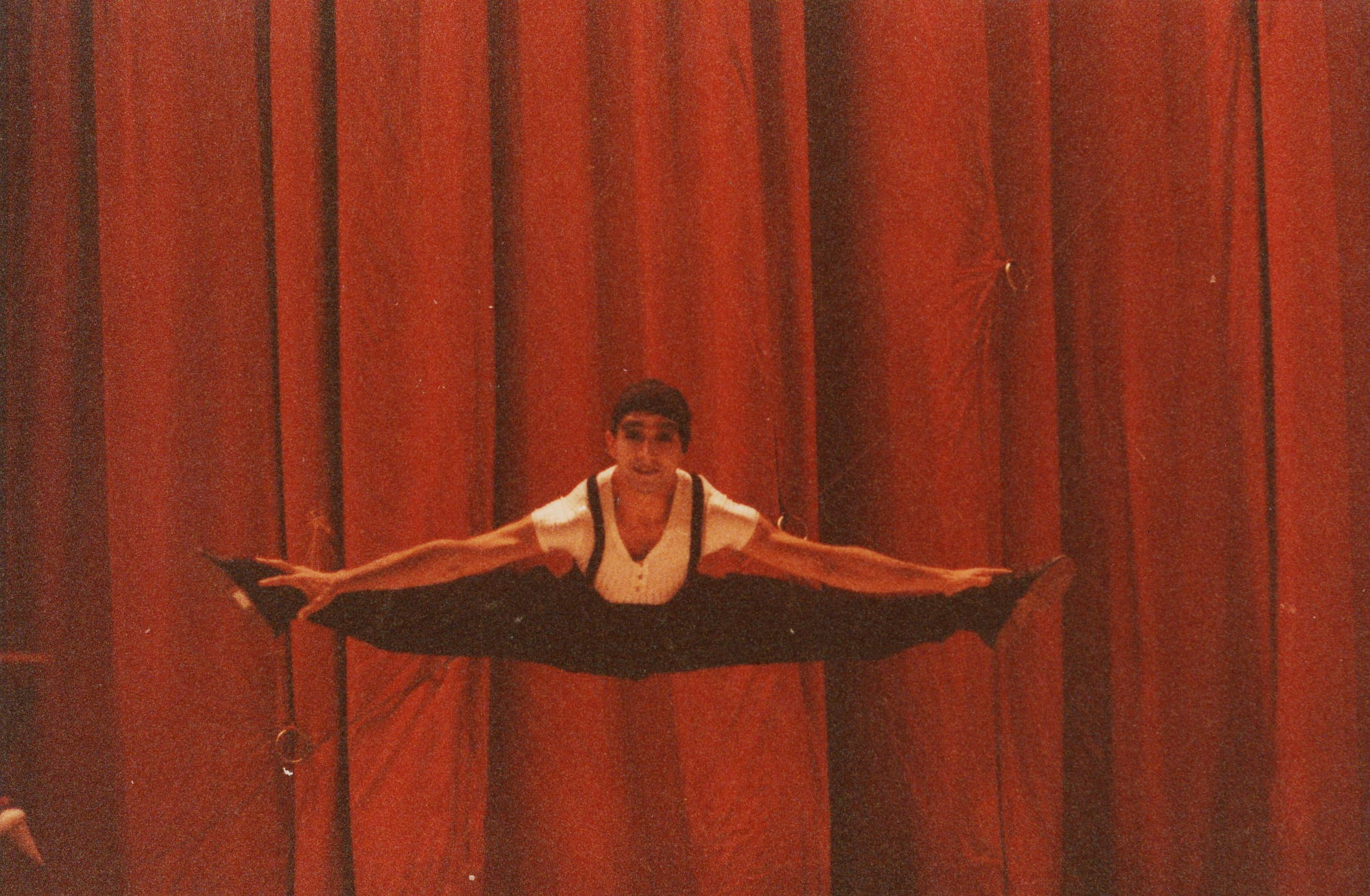
Roberto Baiocchi, au théâtre Verdi, à Trieste, Italie, otto e mezzo, hommage à Federico Fellini et Nino Rota, 1990

Dans les années 2000, il entreprend l'écriture de plusieurs livres de danse. En 2006, il est l'auteur de l'ouvrage Le grand livre de la danse, Giunti Editore, traduit en grec, polonais, russe, qui a reçu le Prix national d'orchidée du Gargano - Section  danse, décerné par l'écrivain et essayiste Angela Rossini, avec la mention : 
Il est l'auteur des ouvrages : Io ballerina Speciale (2006), Danse Classique (2010) et Ballerina (2015).
En 2008 et 2009, il est Professeur de danse invité à l'École supérieure de danse de Cannes Rosella Hightower.
En 2011, il est Superviseur Artistique du Todi Arte Festival XXVI Edition ; pour l'occasion il a conçu et dirigé le Ballet Gala La Nuit des Étoilesavec la participation exceptionnelle de Ivan Vassiliev et Natalia Ossipova à l'époqueprincipaux danseurs du Théâtre Bolchoï de Moscou et à l'American Ballet Theatre et avec la compagnie Young Russian Ballet.

En 2015, il est l'auteur de l'ouvrage Ballerina, Giunti Editore, préface de Carla Fracci avec laquelle il a collaboré ainsi qu'avec le réalisateur Beppe Menegatti.

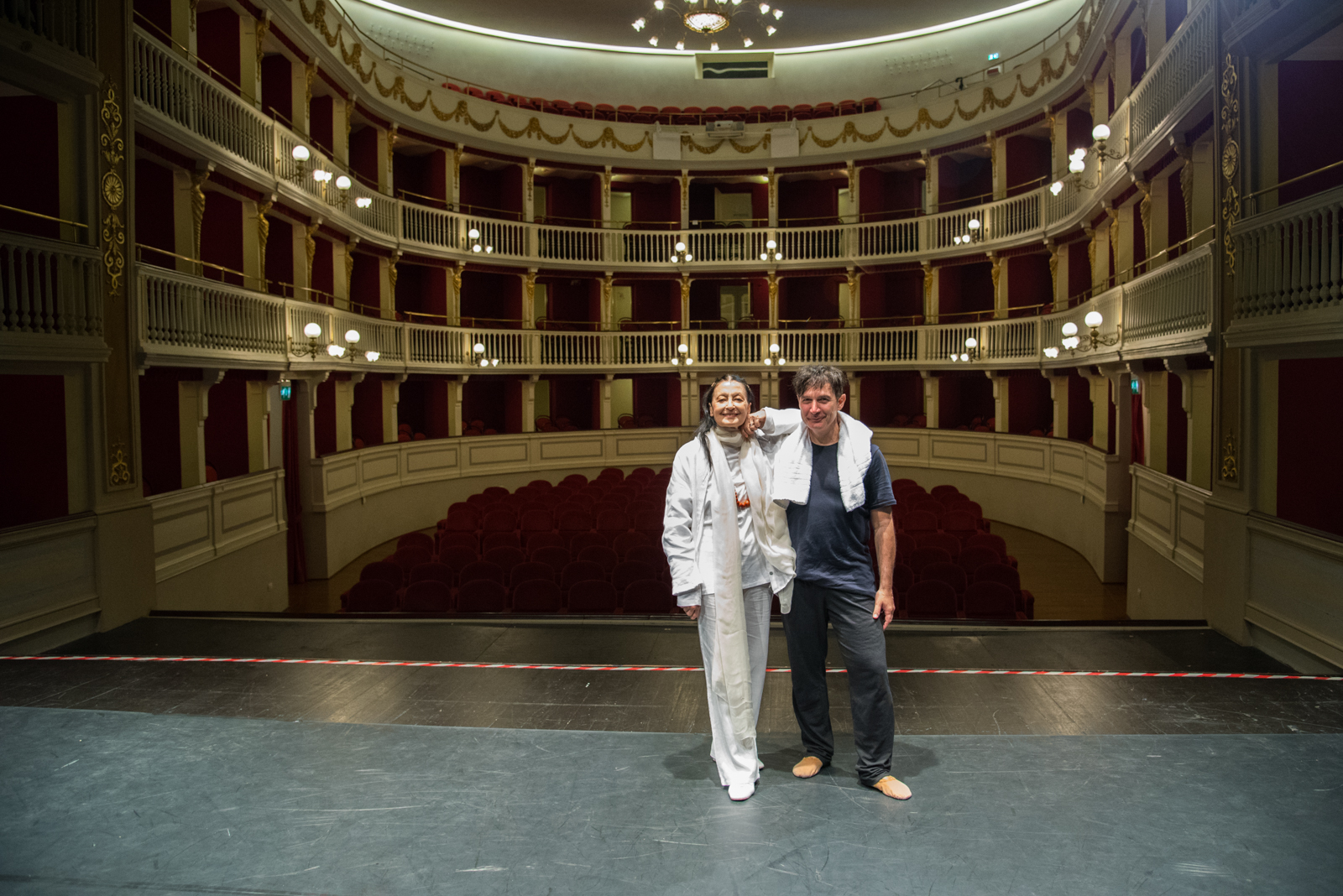
Roberto Baiocchi avec Carla Fracci

En 2017, il subit un accident et la rupture complète du tendon d'Achille. Il interrompt sa carrière de danseur.

### Carrière politique
En 2013, il a été candidat aux élections du Sénat de la République Italienne, sur la liste : Tous ensemble pour l'Italie, art, musique, culture.

## Théâtre
- 1985 : Le lac des cygnes, Cannes - France - Palais des Festivals - chorégraphie : Rosella Hightower - mise en scène : Franco Zeffirelli.
- 1986 : Night Club - Opéra Socchiusa, Florence Capitale Européenne de la Culture - GAMO - direction : Arrigo Benvenuti - chorégraphie : Antonietta Daviso de Charvensood.
- 1986 : Le Jeux de Dionis, Florence - Atelier de théâtre - direction : Vittorio Gassman - chorégraphie : Antonietta Daviso de Charvensood.
- 1987 : Acteur Studio, TF1 Télévision française - animateur : Frédéric Mitterrand.
- 1987 : Récital Jose Todaro, Toulouse - France - Théâtre du Capitol - Lyon - chorégraphie : Michelle Perret.
- 1987 : La Belle de Cadix, Lyon - France - Théâtre antique de Lugdunum - Fourvière - chorégraphie : Michelle Perret.
- 1990 : Fantaisie pour Fellini - Rota - 8½ - Chanson, Trieste - Teatro G. Verdi - réalisé par Gino Landi.
- 1994 : Hommage à Totò, remix musical : Piero Montanari - chorégraphie : Roberto Baiocchi.
- 1996 : Un Italienne pour Miss Monde, finale nationale - Rimini - L'Altro Mondo Studios - Odeon Tv - Chorégraphie : Roberto Baiocchi.
- 2002 : Il y a du courrier pour vous, Canale 5 - RTI SpA - Mediaset - Production Fascino PGT - de Maurizio Costanzo - Maria De Filippi - réalisé par Roberto Cenci - Valentino Tocco.
- 2007 : Miss Univers, finale nationale - Ivrea - Théâtre Giocosa - chorégraphie : Roberto Baiocchi.
- 2007 : Uno Mattina Estate,  Raiuno - Sur la pointe des pieds - chorégraphie : Roberto Baiocchi.
- 2011 : Elixir d'Amour - Association musicale Enrico Caruso - Direction musicale : Cira Di Gennaro - chorégraphie : Roberto Baiocchi.
- 2012 : La Bohème, Association musicale Enrico Caruso - Direction musicale : Cira Di Gennaro - chorégraphie : Roberto Baiocchi.

## Filmographie
- 1986 : Under The Cherry Moon, Nice - France - réalisateur : Prince.

## Événements publics
- 1996 : Un Italien pour Miss Monde, Finale régionale Sardaigne - Alghero - Plage de Santa Cruz - Sardaigne 1 Tv - Chorégraphie : Roberto Baiocchi.
- 2001 : la Nuit des Étoiles - Mode - Art - Spectacle - II Edition - Naples - Antinea Art Production - Palapartenope - Mise en scène et Chorégraphie : Roberto Baiocchi.
- 2011, Todi Arte Festival - XXVI Edition - La Nuit des Étoiles - Ballet Gala avec Ivan Vasiliev et Natalia Osipova - principaux danseurs du Théâtre Bolchoï de Moscou et de la Compagnie du Jeune Ballet Russe - Directeur : Roberto Baiocchi[2]

## Livres publiés
Roberto Baiocchi a écrit :
- 2006, Io ballerina speciale, Giunti junior, Firenze,  (ISBN 978-8809049147)
- 2006, Il grande libro della danza, Giunti junior, Firenze,  (ISBN 978-8809817036)
- 2006, Wielka Ksiega Baletu, Olesiejuk, Polonia, traduction : Magdalena Galiczek-Krempa,  (ISBN 978-83-7626-716-6)
- 2009, XPOE, Costas A. Giannikos, Modern Times S.A, Atene, Grecia, traduction : Touloupi Eleni,  (ISBN 978-960-691-474-4)
- 2009 - ΣTHN ΙΔΙA ΣEIPA - ΕΙΔΙΚΟΣ ΧΟΡΟΣ, Costas A. Giannikos, Modern Times S.A Atene, Grecia, traduction : Touloupi Eleni,  (ISBN 978-960-691-550-5)
- 2010, Danza classica, Giunti junior, Firenze,  (ISBN 978-8809058811)
- 2015, БАЛЕТ БОЛЬШАЯ  КНИГА, Fetisova M., AST, Russia, traduction : Mushtanova Oksana,  (ISBN 978-5-17-092626-8)
- 2015, Ballerina, préface : Carla Fracci, Giunti, Firenze,  (ISBN 978-8809815124)